# Chironomus sexipunctatus
Chironomus sexipunctatus är en tvåvingeart som beskrevs av Tokunaga 1964. Chironomus sexipunctatus ingår i släktet Chironomus och familjen fjädermyggor.
Artens utbredningsområde är Guam. Inga underarter finns listade i Catalogue of Life.